# Robin Hood Society
Die Robin Hood Society (Robin-Hood-Gesellschaft) war eine frühe Form der britischen Debattierclubs. Die Gesellschaft versammelte sich erstmals 1613 im Londoner Wohnhaus von Sir Hugh Middleton in der bekannten Straße „The Strand“ im Stadtteil Westminster. Die nur montags stattfindenden abendlichen Treffen wurden von dort in das Wirtshaus „The Robin Hood and Little John“ in der Butcher Row verlegt. Die Sitzungen der Robin Hood Society wurden von einer als Baker (Bäcker) bezeichneten Person geleitet, bei denen jeder über ein beliebiges Thema sprechen konnte, solange er die Redezeit von sieben Minuten nicht überschritt. John Timbs beschreibt in seiner Arbeit zu frühen Londoner Gesellschaftsclubs die erste Form der Robin-Hood-Gesellschaft:
In the reign of George the Second there met, at a house in Essex-street, in the Strand, the Robin Hood Society, a debating club, at which, every Monday, questions were proposed, and any member might speak on them for seven minutes; after which the "baker", who presided with a hammer in his hand, summed up the arguments.
Die Robin Hood Society war anfangs von theologischen, freidenkenden Diskussionen geprägt. Ein bekanntes Mitglied während dieser Ausrichtung der Gesellschaft war der Deist und Schriftsteller Peter Annet (1693–1769). Die Diskussionen und die Präsenz in der Öffentlichkeit wurden jedoch zunehmend politischer und staatsphilosophischer. Im 18. Jahrhundert treffen sich die Mitglieder der Gesellschaft im Grecian Coffee House in The Strand und den Räumen des Middle Temple, als auch der Politiker und Schriftsteller Edmund Burke (1729–1797) der Gesellschaft angehörte und diese in jener Zeit überwiegend aus Juristen und Politikern bestand. Die ursprüngliche Londoner Robin Hood Society wurde 1843 aufgelöst.
In den 1730er Jahren erlebte die Londoner Robin Hood Society einen starken Zulauf und errang eine bedeutende Stellung in der politischen Meinungsbildung. Im Laufe des 18. Jahrhunderts formierten sich in verschiedenen anderen englischen Städten Robin-Hood-Gesellschaften, so auch in Wolverhampton und Birmingham; letztere Tochtergesellschaft wurde dadurch bekannt, dass sie während der Regentschaft Georg III. ab 1760 erstmals Frauen als Zuhörer von Sitzungen zuließ. Eine Robin-Hood-Gesellschaft entstand auch Mitte des 18. Jahrhunderts in New York, die mit ihren Debatten insbesondere nach den aufgrund der Boston Tea Party 1774 erlassenen „Intolerable Acts“ in den politischen Diskurs der amerikanischen Unabhängigkeitsbewegung eingriff.
Robin-Hood-Gesellschaften sahen sich aufgrund ihrer oft unfruchtbaren Diskussionen und auch skurrilen Debattenthemen häufigem Spott ausgesetzt. So wurden sie bei einigen Zeitgenossen zu einem Synonym unnötigen Geschwätzes. In seinem Roman Reise nach Lissabon erwähnt Henry Fielding (1707–1754) die Londoner Robin-Hood-Gesellschaft im Zusammenhang von Damen-Almanachen, die er beide auf ähnlich geringer intellektueller Stufe sah.
Die Robin-Hood-Gesellschaften wurden ab den 1740er-Jahren zunehmend auf dem europäischen Kontinent bekannt und beeinflussten auch hier die Form der Debattiergesellschaften. Die Meinungen waren hier geteilt, so beschreibt Johannes Gräßli in seinem Wörterbuch 1846 die „Robinhood-Gesellschaft“ eher profan: „Die englische Biergesellschaft, bei welcher Jeder, der 6 Pence bezahlt, Zutritt hat.“